# Episodi di Caro maestro (prima stagione)
| nº | Titolo           | Prima TV Italia |
| -- | ---------------- | --------------- |
| 1  | Primo episodio   | 8 marzo 1996    |
| 2  | Secondo episodio | 15 marzo 1996   |
| 3  | Terzo episodio   | 22 marzo 1996   |
| 4  | Quarto episodio  | 29 marzo 1996   |
| 5  | Quinto episodio  | 5 aprile 1996   |
| 6  | Sesto episodio   | 12 aprile 1996  |
| 7  | Settimo episodio | 19 aprile 1996  |

## Primo episodio
Stefano Giusti, un autista di autobus, previa domanda al Provveditorato agli studi ottiene una supplenza nella scuola elementare che aveva frequentato da bambino, a Forte dei Marmi. Viene così ospitato dall'eccentrica zia Ottilia. Così, può ritrovare la sorella Monica, parrucchiera, ed il cognato Carlo, vigile urbano. Stefano scopre, a sua insaputa, che la nuova direttrice della scuola elementare sarà la tanto amata Elisa: i due si sono conosciuti da bambini e sono stati per molti anni fidanzati, ma Stefano non si è mai deciso a fare il grande passo, sicché Elisa, stanca del suo comportamento, lo ha abbandonato. Nel frattempo, nella vita di Elisa sono accaduti molti eventi importanti: ha trovato un altro uomo Cesare, lo ha sposato e da lui ha avuto una figlia, Giulia. Successivamente, Elisa ha divorziato da Cesare ed ha preso la decisione di tornare a Forte dei Marmi.
Non appena Stefano ed Elisa si ritrovano, scoppia tra i due un leggero attrito, causato dall'intraprendenza di Stefano e dal fatto che lui vorrebbe subito cercare di restaurare il loro rapporto, soprattutto dal momento in cui Stefano scopre che Elisa ha divorziato ed è attualmente libera. Stefano deve cercare di occuparsi dei problemi dei suoi ragazzi: la scuola dove insegnano lui ed Elisa non ha più una mensa ed i due cercheranno di farla riattivare. Desta preoccupazione anche la depressione della collega Claudia, insegnante di ginnastica, nonché il comportamento di Simone, un bambino che cerca di compensare con abbuffate di cibo altri tipi di mancanze. Ad un certo punto Simone sparisce.
- Ascolti tv Italia: 7.472.000 telespettatori[1]

## Secondo episodio
Continuano i problemi per il maestro Giusti e sua ex Elisa: stavolta a preoccupare è il piccolo Paolino, che dimostra comportamenti strani. Suo padre Saverio, che possiede un negozio di alimentari, è intrattabile ed accusa il maestro Giusti di passare più tempo di lui con il bambino. 
Stefano propone il dopo-scuola agli altri insegnanti, che all'inizio non accettano, accampando appuntamenti vari, salvo poi essere costretti diversamente a causa del successo che riscuote l'iniziativa di Stefano. Una sera si tiene una riunione presso la scuola, alla presenza di tutti docenti: in quella occasione Giovanna invita tutti alla sua festa di compleanno per i suoi ventotto anni. A quella festa, tuttavia, non si presenteranno né Stefano, né Elisa: i due, infatti, rimasti nella scuola fino alle otto di sera, rimangono chiusi dentro. Il telefono non funziona, fuori diluvia. Decidono, così, di trascorrere la notte nell'edificio. Elisa, spinta dall'effetto della Vodka bevuta, si concede a Stefano, ma dalla mattina dopo fa di tutto per non riconoscere di aver fatto l'amore con lui.
Stefano ed Elisa pensano che il problema di Paolino e del padre sia affettivo e così decidono di far conoscere la maestra Claudia al padre di Paolino, Saverio. Stefano ed Elisa cercano di far rivivere ai due la notte trascorsa insieme e ci riescono. 
Mentre attendono fuori dal cancello e poi in macchina a causa del temporale, Elisa riconosce finalmente di aver fatto l'amore con Stefano.
- Ascolti tv Italia: 6.788.000 telespettatori[2]

## Terzo episodio
Impegnato nell'organizzazione dei "Giochi della Gioventù", Stefano non si capacità dei continui rifiuti che gli riserva Elisa e non comprende se la reazione della donna scaturisca dalla gelosia o da una semplice arrabbiatura. Inaspettatamente appare a scuola Marina, la fidanzata di Stefano che vive di Roma. Stefano, terrorizzato, cerca di evitarla, ma lei riesce a scovarlo e gli fa una plateale scenata.

## Quarto episodio
Una preoccupante serie di furti nella scuola, spinge Stefano ad interrogare i suoi ragazzi. Evitando metodi polizieschi e ricorrendo alla sua innata conoscenza dell'animo infantile si rende conto che i sospetti ricadono ingiustamente su Mirella, figlia di un pregiudicato e di una fioraia. Mentre con il cognato sta facendo la spesa in un supermercato avvista Robertino, un suo alunno, figlio dell'alta borghesia, mentre ruba merendine in gran quantità. Adesso si spiega chi è il ladruncolo, ma la difficoltà è ora quella di evitare una giustizia sommaria. Stefano si inventa, quindi, uno spettacolo teatrale, durante il quale il bambino ammette le sue colpe.

## Quinto episodio
Elisa, dopo una visita dal medico, ha ormai la certezza di essere incinta. Pur sopraffatta dall'emozione, è combattuta tra una immensa felicità e una serie di paure: che Stefano non si senta pronto per una paternità, che la figlia ne possa soffrire, che l'ex marito la ostacoli. La necessità di parlarne con qualcuno la spinge a raccontare tutto a Monica, la quale è angosciata da un'esorbitante tassa da pagare per il suo salone di bellezza. Inoltre il marito gioca e perde spesso quindi non è in grado di venirle in aiuto economicamente. Per fortuna la lungimiranza del fratello ha fatto sì che l'assicurazione, avviata anni addietro ed intestata a Carlo, sia ora in grado di fornire esattamente la cifra di cui ha bisogno: dodici milioni.

## Sesto episodio
Stefano ed Elisa sono al settimo cielo. L'unica cosa che turba la donna è il timore che il suo ex-marito, Cesare, possa rivalersi sulla figlia Giulia, la quale peraltro è legatissima al padre. Approfittando della presenza di Cesare a Forte dei Marmi, dove è giunto per stare un po' con la figlia, Elisa vorrebbe incontrarlo per parlargli, ma un vero e proprio panico glielo impedisce. Al bar della scuola lavora Claudio, un ragazzo napoletano di 14 anni, molto sveglio ma illetterato. Stefano, che ha individuato le potenzialità del giovane, decide di aiutarlo, stando attento a non urtarne la sensibilità.

## Settimo episodio
È ormai quasi estate e fervono i preparativi per il matrimonio. Stefano, nonostante la dieta e il footing, fa fatica ad entrare nel vecchissimo abito dei suoi avi. Nel frattempo si è messo alla vana ricerca di una casa. La zia Ottilia sta cercando la sua anima gemella per posta mentre i bambini fanno una colletta per la gita di fine anno.